# ピルバラ

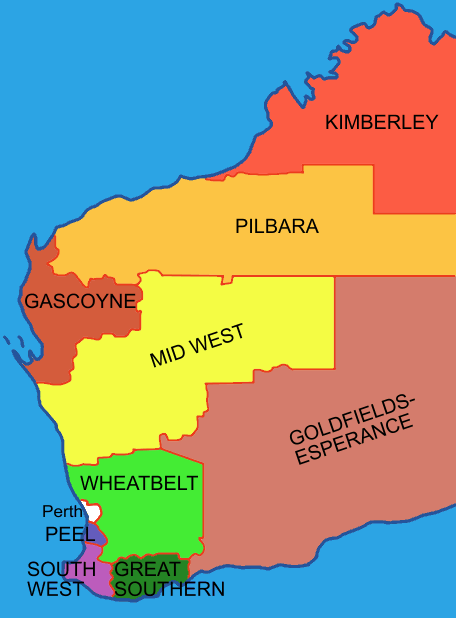
北中部、東西に伸びる黄土色に塗られた部分がピルバラ地域

ピルバラ地域(Pilbara region)は、オーストラリア・西オーストラリア州を9つに分けた地域区分のうちの1つ。南をガスコイン、中西部地域、ゴールドフィールズ・エスペランス地域に、北東をキンバリー地域に接し、東はノーザンテリトリーとの州境である。北西はインド洋に面する。面積507,896 km²、人口は約40000人で、その大半はポートヘッドランド、カラーサ、ウィッカム、ニューマン、マーブルバーなどの西寄りの地域に住む。ピルバラという地名の語源は、ユール川の支流の1つがアボリジニの言葉で魚のボラを意味する「ピルバラ」川とつけられたことに端を発するという説と、「乾燥」という意味のアボリジニ語「ビリバラ(bilybara)」からなるという説がある。

## 地理

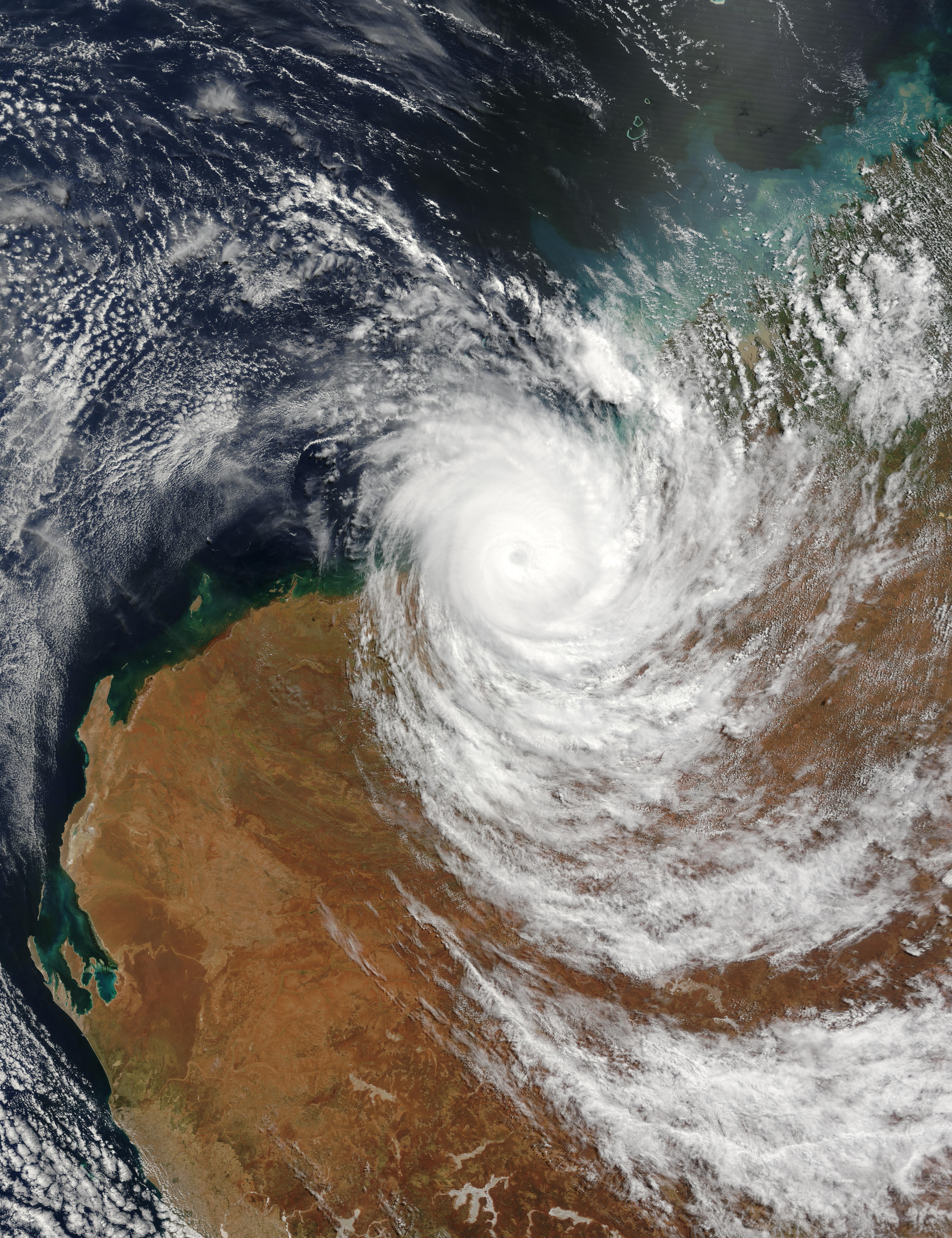
ピルバラに上陸したサイクロン・フェイ。地球観測衛星テラにより、2004年3月27日撮影。

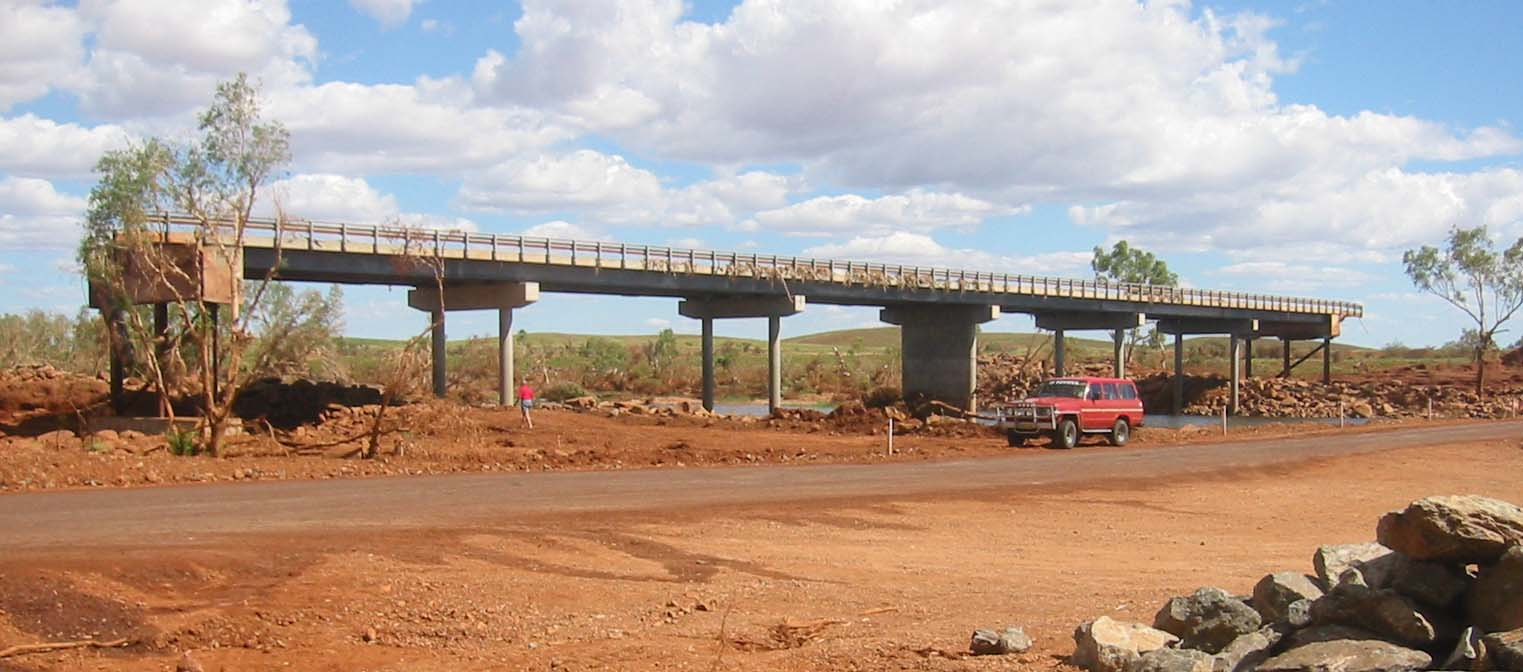
サイクロン・モンティによって破壊された、国道1号線メートランド川橋梁。2004年3月1日撮影。

ピルバラ地域は地形的に3つに分けることができる。西部は海岸沿いの平坦な砂地であり、上述の通り地域内のほとんどの人口が集中し、産業的にも商業的にも域内の大部分を占める。東部はほぼ全域が完全な砂漠地帯であり、少数のアボリジニが居住するのみである。中央部はハマースレイ山脈を中心とした山岳地帯となっており、複数の鉱山都市と峡谷からなる魅力的な大自然が広がっている。この地域の地質環境は学術的に見て極めて古いものからなり、化石化したストロマトライトや30億年前までさかのぼれる花崗岩などが存在する。

## 気候、植生
ピルバラ地域の気候は砂漠気候(BW)およびステップ気候(BS)であり、高温少雨である。夏は最高気温が連日32℃を超え、45℃を超えることさえ珍しくはない。マーブルバーでは、1923年の10月31日から翌年の4月7日まで160日間連続で最高気温が37.8℃(100°F=華氏100度)を超えた、という記録がある。　またこの地域では、他のオーストラリアの北部沿岸地帯と同様に、頻繁にサイクロンの被害を受ける。そのため、11月から5月にかけて、豪雨による洪水に襲われることがある。とはいえ、人口密度の低さから、人的・物的被害が拡大することはほとんどない。
この地域には、地下水系や帯水層などに棲息する極小の無脊椎動物群をはじめ、多種多様な固有種が存在する。この地域の固有種であるピルバラオリーブニシキヘビは、不安定な砂漠環境において絶滅の危機に瀕している動物種の1つでもある。アカシアのうちの幾種類かも、この地域において広く生育し、保護策の対象となっている。これらの繊細な環境を保護するため、カリジニ国立公園のような世界的にも著名な国立公園が設けられている。

## 経済

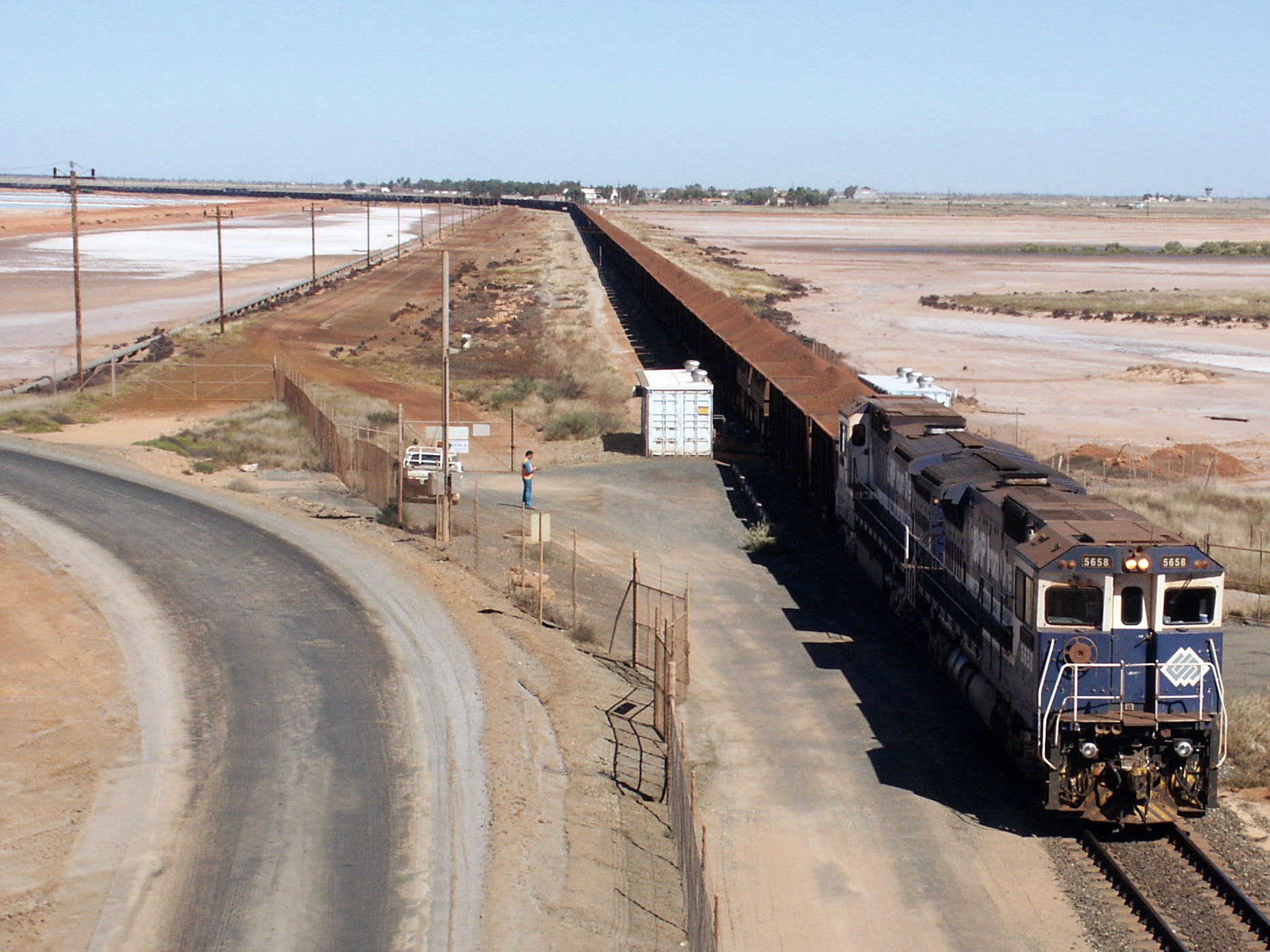
ポートヘッドランドに到着する、BHP社の鉄鉱石輸送列車

ピルバラ地域の主産業は、鉄鉱石採掘を筆頭に、原油採掘を含む鉱業ならびに産出物の輸送である。オーストラリアの鉄鉱石産出量の大半はこの地域からのものであり、特にトムプライス、ニューマン周辺に産地が集中している。鉄鉱石採掘ならびに関連する産業は、この地域でおよそ9000人の雇用を産み出している。鉄鉱石の埋蔵は、1951年にラング・ハンコックによって確認され、現在も彼の娘であるジーナ・ラインハートはこの地域に広大な採掘地を所有しており、彼らの家族の経営するハンコック・プロスペクティング社は自社の採掘事業に加えて採掘権料も得ている。また、ポートヘッドランドの南東400kmにあるウディーウディーは世界的なマンガンの産地である。

### 鉄道輸送
1911年、ポートヘッドランドとマーブルバーの間に、この地域における最初の鉄道路線が敷設された。この路線は現存しないが、現在4つの鉄鉱石輸送路線が存在し、加えて新たな路線敷設も計画されている。軌間は標準軌(1435mm)。

## 地方行政区分
ピルバラ地域は、下記の地方自治体によって構成される。
- アシュバートン
- イーストピルバラ
- ポートヘッドランド
- ローバーン